# Zhang Zhanshuo
Zhang Zhanshuo (张展硕S; Qingdao, 14 maggio 2007) è un nuotatore cinese.

## Carriera
Specializzato nello stile libero, ha vinto la medaglia d'oro nelle staffette 4x100 m stile libero e 4x200 m stile libero ai mondiali di Doha 2024.

## Palmarès
- Mondiali

Doha 2024: oro nella 4×100m sl e nella 4x200m sl.
Singapore 2025: argento nella 4x200m sl.
- Mondiali giovanili

Netanya 2023: argento nei 400m misti e nella 4x200m sl, bronzo negli 800m sl, nei 1500m sl e nella 4x100m misti.